# Villa Petersmann

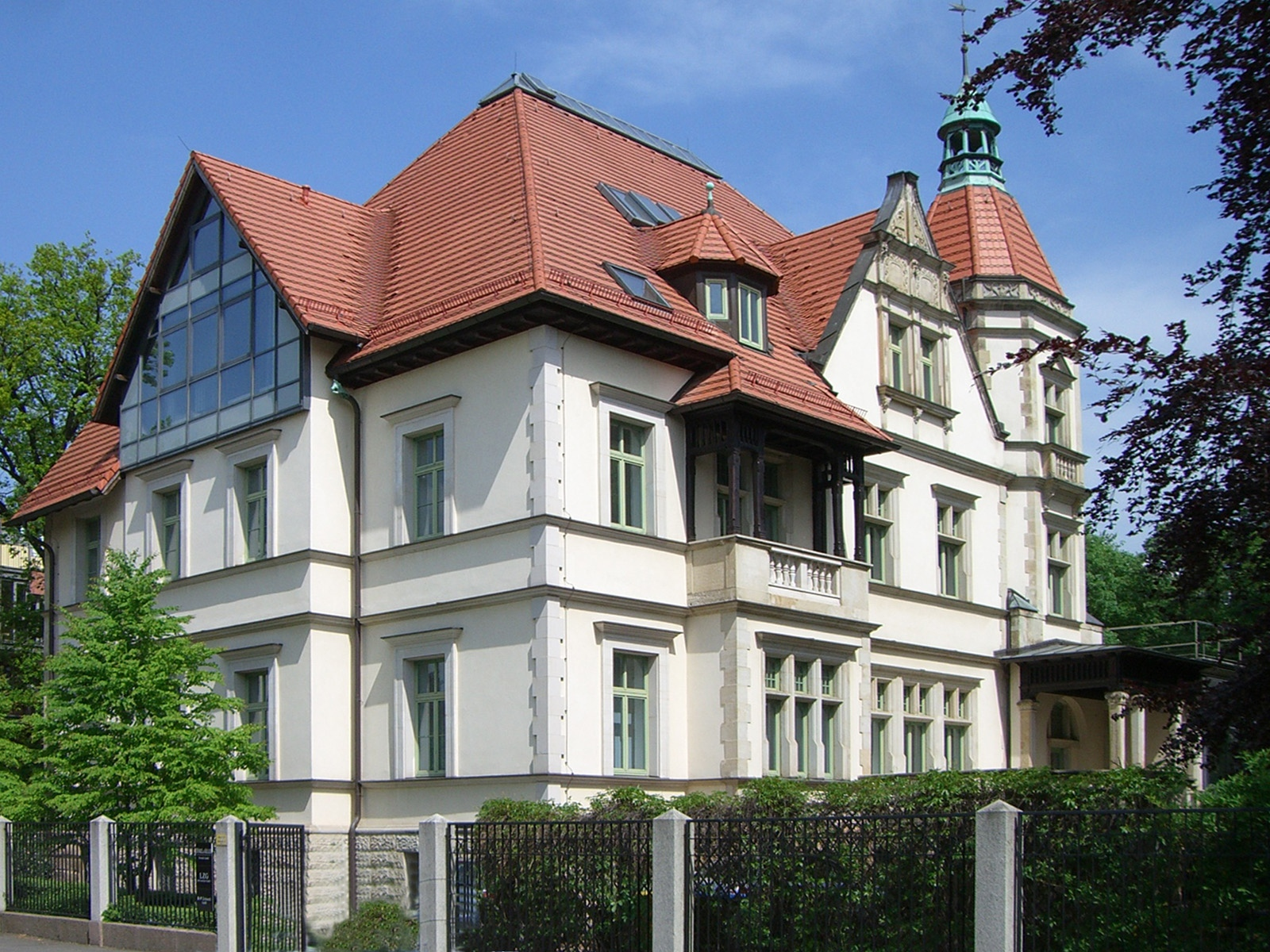
Villa Petersmann (2009)

Die Villa Petersmann ist ein denkmalgeschütztes Haus im Leipziger Musikviertel, Schwägrichenstraße 23.

## Geschichte und Beschreibung

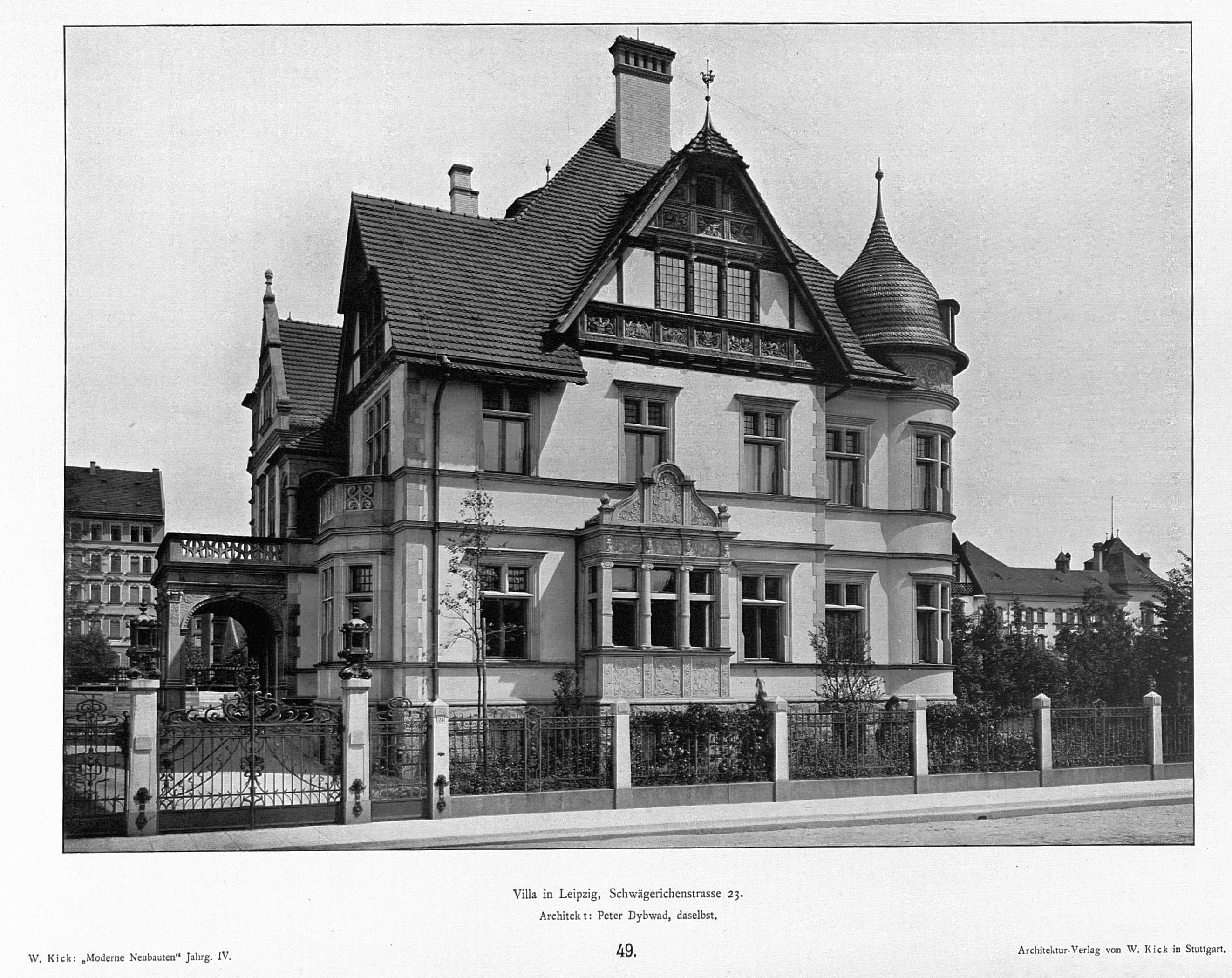
Villa Petersmann (1902)

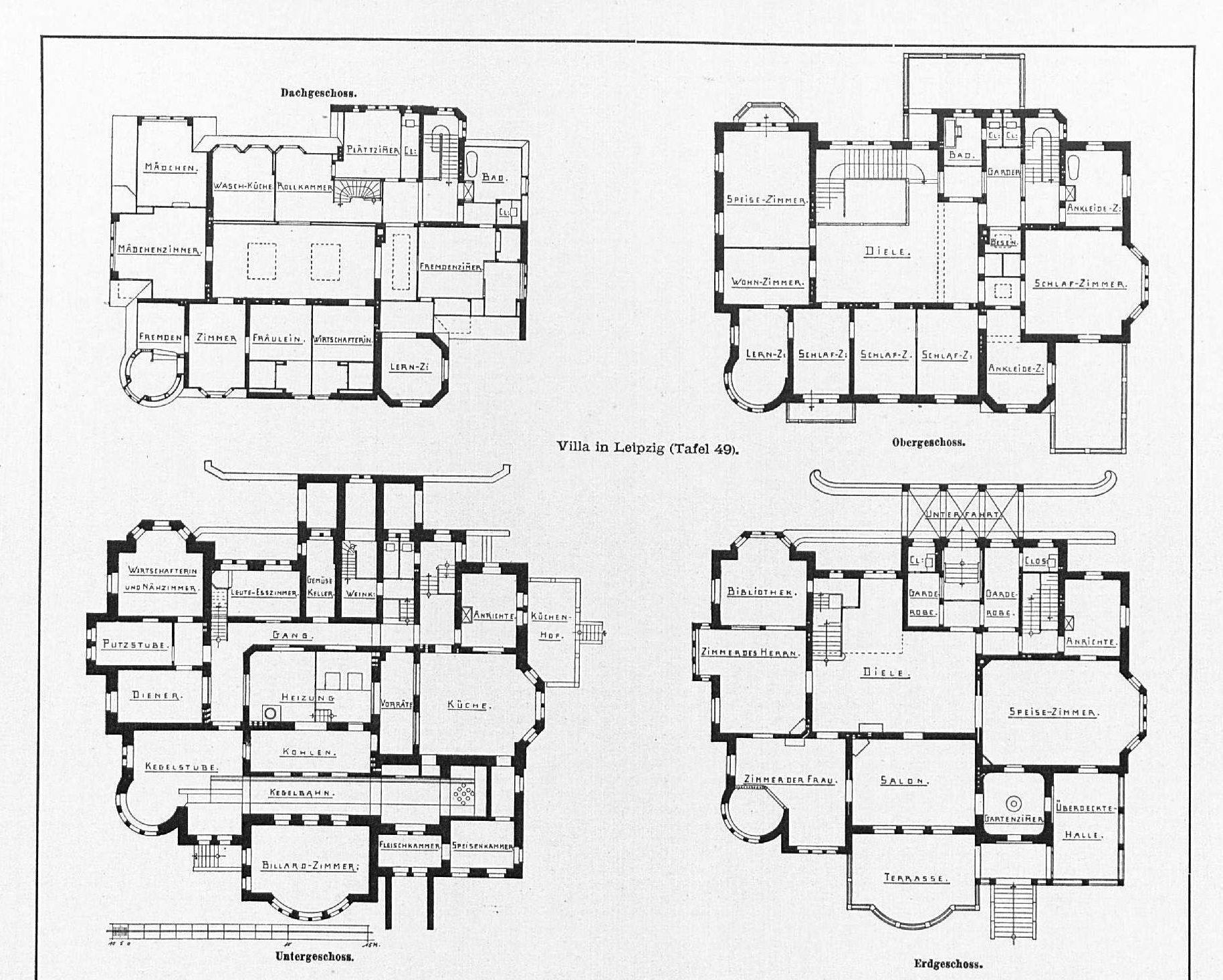
Grundrisse der Villa Petersmann (1902)

Die großbürgerliche Villa wurde von 1888 bis 1890 von Peter Dybwad (1859–1921) für den Buchdruckereibesitzer und Verlagsbuchhändler Josef Mathias Petersmann (1864–1942) erbaut. Die Villa von Dybwad war ursprünglich im Stil der Neorenaissance mit Anklängen der deutschen Renaissance gestaltet. Sie wies eine ungewöhnlich reiche architektonische Vielfalt mit zahlreichen Giebeln mit Zierfachwerk, Erkern, Türmen, Veranden, Terrassen mit Sandsteinreliefs und Maßwerkbrüstungen auf. Im Innern waren die Etagen vom Unter- bis zum Dachgeschoss unterschiedlich gegliedert und auf die Wünsche der Etagenbewohner zugeschnitten. Im Erd- und Obergeschoss gab es eine zentrale Diele, um die sich die einzelnen Räume gruppierten (vgl. Grundrisse der Villa). 
Die Villa mit großem Garten hatte einen separaten Dienstboteneingang, es gab außerdem ein Stallgebäude mit Remise auf dem Grundstück, das 1902 im Schweizerstil ebenfalls von Dybwad errichtet wurde und äußerlich nahezu im Originalzustand erhalten ist.
Dagegen wurde die in DDR-Zeiten verfallene Villa im Zuge der Sanierung in den 2000er Jahren in ihrem Erscheinungsbild – im Vergleich zum Original – teils erheblich verändert. Erker und die Fassaden vor allem der Straßenfront sind geglättet, so dass von der einstigen Pracht kaum mehr etwas erkennbar ist.
Auf dem Nachbargrundstück Ferdinand-Rhode-Straße 32 stand das Wohnhaus des Architekten Dybwad, das bei den Luftangriffe auf Leipzig im Zweiten Weltkrieg zerstört wurde.